# Remy McBain
Remy McBain (ur. 27 sierpnia 1991) – portorykańska siatkarka, grająca jako rozgrywająca. Obecnie występuje w drużynie University of Maryland.